# Silvina Paulinski
Silvina Vieweg (* 31. Oktober 1962 in Magdeburg als Silvina Buchwald, ehemals Silvina Paulinski) ist eine ehemalige deutsche Lehrerin und Politikerin (DDR-CDU, CDU). 1990 gehörte sie der letzten Volkskammer der DDR an. Heute ist sie im Ministerium für Bildung des Landes Sachsen-Anhalt tätig.

## Leben und Beruf
Vieweg wuchs in Hötensleben auf, wo sie die Polytechnische Oberschule besuchte. Später wechselte sie auf die Erweiterte Oberschule in Oschersleben, wo sie 1981 das Abitur ablegte. Danach studierte sie an der Martin-Luther-Universität Halle Musik und Deutsch auf Lehramt, sie schloss das Studium als Diplom-Pädagogin ab. Sie unterrichtete an der POS „Thomas Müntzer“ in Ausleben.
Im Jahr 2006 wechselte sie ins Kultusministerium des Landes Sachsen-Anhalt. Dort wurde sie Referatsleiterin für Schulen in freier Trägerschaft, Religions- und Ethikunterricht, Schulsport, Gesundheitserziehung, EU- und internationale Bildungsangelegenheiten. Heute (Stand: 1. Oktober 2024) leitet sie dort als Ministerialdirigentin die Abteilung für Ressourcen, Rahmenbedingungen und Unterstützungssysteme. Sie gehört zudem dem Schulausschuss der Kultusministerkonferenz an.
Vieweg ist zum zweiten Mal verheiratet und Mutter von zwei Kindern.

## Politik
Bei der Volkskammerwahl 1990 kandidierte Vieweg (damals Paulinski) im Wahlkreis Magdeburg auf Platz 8 der Liste der CDU, der sie seit 1988 angehörte. Sie zog in die Volkskammer ein und gehörte dieser bis zu deren Auflösung zum 2. Oktober 1990 an.